# Neoblechnum
Neoblechnum é um gênero de samambaias da família Blechnaceae, subfamília Blechnoideae, com uma única espécie Neoblechnum brasiliense, de acordo com a classificação do Grupo de Filogenia de Pteridófitas de 2016 (PPG I).
O gênero é aceito em uma classificação de 2016 da família Blechnaceae, mas outras fontes o incluem em um Blechnum muito amplamente definido, equivalente a toda a subfamília PPG I; a espécie é então conhecida como Blechnum brasiliense. 